# Vieux-Vy-sur-Couesnon
Vieux-Vy-sur-Couesnon (bret. Henwig-ar-C'houenon) – miejscowość i gmina we Francji, w regionie Bretania, w departamencie Ille-et-Vilaine.
Według danych na rok 1990 gminę zamieszkiwały 863 osoby, a gęstość zaludnienia wynosiła 40 osób/km² (wśród 1269 gmin Bretanii Vieux-Vy-sur-Couesnon plasuje się na 632. miejscu pod względem liczby ludności, natomiast pod względem powierzchni na miejscu 464.).